# Campionato europeo femminile under 17 di calcio 2015
Il Campionato europeo femminile under 17 di calcio 2015 è stato l'ottava edizione del torneo che, organizzato con cadenza annuale dall'Union of European Football Associations (UEFA), è riservato alle rappresentative nazionali di calcio femminile dell'Europa le cui squadre sono formate da atlete al di sotto dei 17 anni d'età, in questo caso dopo il 1º gennaio 1998.
La fase finale si è disputata in Islanda dal 22 giugno al 4 luglio 2015, riprendendo la formula della precedente edizione che vedeva ammesse otto squadre, con la nazionale del paese organizzatore qualificata direttamente, e partite in due tempi regolamentari di 40 min intervallate da una pausa di 15 min.
Il torneo è stato vinto dalla Spagna, che se lo aggiudica per la terza volta dopo le edizioni 2010 e 2011, battendo nella finale del 4 luglio 2015 la Svizzera per 5 reti a 2.

## Qualificazioni
La competizione è stata disputata da 44 nazionali affiliate alla UEFA, con la Nazionale islandese qualificata automaticamente come paese ospitante e le altre 43 che si sono affrontate nella fase di qualificazione per la conquista dei sette posti rimanenti per la fase finale. Le qualificazioni si sono svolte in due fasi, la fase di qualificazione, svoltasi nell'autunno 2014, e la successiva fase élite disputata nella primavera 2015.

### Squadre qualificate
La seguente tabella riporta le otto nazionali qualificate per la fase finale del torneo:
| Nazionale   | Metodo di qualificazione             | fasi finali disputate | Ultima qualificazione | Migliore risultato nel torneo     |
| ----------- | ------------------------------------ | --------------------- | --------------------- | --------------------------------- |
| Islanda     | Ospitante                            | 2                     | 2011                  | 4º posto (2011)                   |
| Svizzera    | Vincitrice fase élite, Gruppo 1      | 6                     | 2012                  | 4º posto (2012)                   |
| Inghilterra | Vincitrice fase élite, Gruppo 2      | 3                     | 2014                  | 4º posto (2008, 2014)             |
| Irlanda     | 2ª classificata fase élite, Gruppo 2 | 2                     | 2010                  | Finalista (2010)                  |
| Germania    | Vincitrice fase élite, Gruppo 3      | 7                     | 2014                  | Campione (2008, 2009, 2012, 2014) |
| Spagna      | Vincitrice fase élite, Gruppo 4      | 6                     | 2014                  | Campione (2010, 2011)             |
| Norvegia    | Vincitrice fase élite, Gruppo 5      | 2                     | 2009                  | 4º posto (2009)                   |
| Francia     | Vincitrice fase élite, Gruppo 6      | 6                     | 2014                  | Finalista (2008, 2011, 2012)      |

Note
La migliore tra le nazionali classificatesi seconde nel proprio girone durante la fase élite ha accesso alla fase finale.

### Sorteggio finale
Il sorteggio per gli abbinamenti nella fase finale del torneo si è svolto a Reykjavík, Islanda, il 29 aprile 2015, alle 11:30 GMT (UTC±0). Le otto nazionali sono state inserite in due gruppi di quattro squadre. Non vi è stata scelta predeterminata in base al ranking, tuttavia la posizione A1 è stata riservata all'Islanda in qualità di nazione ospitante.

## Impianti sportivi
Le competizioni sono state svolte in sei diversi stadi di quattro città:
- Grindavíkurvöllur, Grindavík
- Kópavogsvöllur, Kópavogur
- Akranesvöllur, Akranes
- Vikingsvöllur, Reykjavík
- Fylkisvöllur, Reykjavík
- Valsvöllur, Reykjavík

## Fase a gironi

### Gruppo A
| Pos. | Squadra     | Pt | G | V | N | P | GF | GS | DR |
| ---- | ----------- | -- | - | - | - | - | -- | -- | -- |
| 1.   | Spagna      | 7  | 3 | 2 | 1 | 0 | 7  | 1  | +6 |
| 2.   | Germania    | 6  | 3 | 2 | 0 | 1 | 10 | 4  | +6 |
| 3.   | Inghilterra | 4  | 3 | 1 | 1 | 1 | 4  | 7  | -3 |
| 4.   | Islanda     | 0  | 3 | 0 | 0 | 3 | 1  | 10 | -9 |

| Arbitro: | Ivana Martinčić |

|           |           |            |
| Cross 51’ | Marcatori | 54’ García |

| Arbitro: | Barbara Bollenberg |

|  |           |                                                     |
|  | Marcatori | 5’ Krug 35’, 43’ Sanders 70’ Dallmann 73’ Orschmann |

| Arbitro: | Vivian Peeters |

|  |           |                                   |
|  | Marcatori | 9’, 21’, 36’ García 80+4’ Bonmatí |

| Arbitro: | Ivana Projkovska |

|                |           |                                   |
| Pálsdóttir 66’ | Marcatori | 28’ Plumptre 44’ Devlin 78’ Allen |

| Arbitro: | Ivana Projkovska |

|                         |           |  |
| Guijarro 17’ Sierra 63’ | Marcatori |  |

| Arbitro: | Barbara Bollenberg |

|                                        |           |  |
| Pawollek 2’ Sanders 37’, 46’, 72’, 80’ | Marcatori |  |

### Gruppo B
| Pos. | Squadra  | Pt | G | V | N | P | GF | GS | DR |
| ---- | -------- | -- | - | - | - | - | -- | -- | -- |
| 1.   | Svizzera | 7  | 3 | 2 | 1 | 0 | 5  | 3  | +2 |
| 2.   | Francia  | 6  | 3 | 2 | 0 | 1 | 4  | 2  | +2 |
| 3.   | Norvegia | 4  | 3 | 1 | 1 | 1 | 4  | 4  | 0  |
| 4.   | Irlanda  | 0  | 3 | 0 | 0 | 3 | 0  | 4  | -4 |

| Arbitro: | Vivian Peeters |

|  |           |             |
|  | Marcatori | 65’ Laurent |

| Arbitro: | Viola Raudziņa |

|                         |           |                             |
| Reuteler 36’ Jenzer 48’ | Marcatori | 10’ Kvernvolden 51’ Wilmann |

| Arbitro: | Graziella Pirriatore |

|  |           |             |
|  | Marcatori | 55’ Lehmann |

| Arbitro: | Ivana Martinčić |

|                        |           |  |
| Katoto 20’ Fercocq 36’ | Marcatori |  |

| Arbitro: | Viola Raudziņa |

|                           |           |  |
| Norem 19’ Kvernvolden 40’ | Marcatori |  |

| Arbitro: | Graziella Pirriatore |

|               |           |                             |
| De Almeida 9’ | Marcatori | 66’ Reuteler 80+2’ Stampfli |

## Fase finale

### Tabellone
|  | Semifinali   | Semifinali   | Semifinali |          |        | Finale | Finale | Finale |  |
|  |              |              |            |          |        |        |        |        |  |
|  | Spagna (dtr) | Spagna (dtr) | 1 (4)      |          |        |        |        |        |  |
|  | Spagna (dtr) | Spagna (dtr) | 1 (4)      |          |        |        |        |        |  |
|  | Francia      | Francia      | 1 (3)      |          |        |        |        |        |  |
|  | Francia      | Francia      | 1 (3)      |          | Spagna | Spagna | 5      |        |  |
|  |              |              |            |          | Spagna | Spagna | 5      |        |  |
|  |              |              | Svizzera   | Svizzera | 2      |        |        |        |  |
|  | Svizzera     | Svizzera     | Svizzera   | Svizzera | 2      | 1      |        |        |  |
|  | Svizzera     | Svizzera     |            |          |        |        |        |        |  |
|  | Germania     | Germania     | 0          |          |        |        |        |        |  |

### Semifinali
| Arbitro: | Vivian Peeters |

|                                            |                      |                                             |
| Montilla 79’                               | Marcatori            | 63’ Galera                                  |
| Rodríguez Montilla Bonmatí Guijarro García | Tiri di rigore 4 – 3 | Lebastard Laplacette Boutaleb Galera Katoto |

| Arbitro: | Ivana Martinčić |

|             |           |  |
| Arfaoui 80’ | Marcatori |  |

### Finale
| Arbitro: | Barbara Bollenberg |

|                                                                        |           |                          |
| García 6’ Felder 13’ (aut.) Mégroz 50’ (aut.) Menayo 64’ Navarro 80+2’ | Marcatori | 55’ Reuteler 78’ Arfaoui |

## Classifica marcatrici
6 reti
- Stefanie Sanders

5 reti
- Lucía García

3 reti
- Géraldine Reuteler

2 reti
- Ingrid Kvernvolden
- Amira Arfaoui

1 rete
- Georgia Allen
- Zoe Cross
- Charlotte Devlin
- Ashleigh Plumptre
- Elisa De Almeida
- Hélène Fercocq
- Sarah Galera
- Marie-Antoinette Katoto
- Emelyne Laurent

- Jule Dallmann
- Victoria Krug
- Dina Orschmann
- Tanja Pawollek
- Andrea Mist Pálsdóttir
- Jenny Norem
- Andrea Wilmann
- Aitana Bonmatí
- Patricia Guijarro

- Carmen Menayo
- Natalia Montilla
- Lorena Navarro
- Andrea Sierra
- Lara Jenzer
- Alisha Lehmann
- Jolanda Stampfli

Autoreti
- Luisa Felder (in favore della Spagna)
- Naomi Mégroz (in favore della Spagna)

Fonte: UEFA.com

## Team of the tournament
Portieri
- Nadja Furrer
- Amaia Peña

Difensori
- Anna Gerhardt
- Berta Pujadas
- Luisa Felder
- Laia Aleixandri
- Sarah Galera
- Lucía Rodríguez

Centrocampisti
- Giulia Gwinn
- Patricia Guijarro
- Lara Jenzer
- Maite Oroz
- Aitana Bonmatí

Attaccanti
- Ingrid Kvernvolden
- Stefanie Sanders
- Géraldine Reuteler
- Natalia Montilla
- Lucía García

Fonte: UEFA Technical Report
Golden player:  Stefanie Sanders